# Ангелофрения
«Ангелофрения» — пятый альбом фолк-рок-группы «Мельница». Презентация альбома состоялась в клубе «Арена»: концертная часть транслировалась в прямом эфире на сервисе YouTube.

Ангелофрения с древнегреческого — «одержимость вестничеством». В работе над этой пластинкой я попыталась подойти к Ветхому Завету так, как обычно филологи и историки подходят к мифологии. То есть это расклад по архетипам и образам, проработка взаимоотношений. В итоге получился альбом, который, по сути, является хроникой превращения человека в ангела. Возможно, через стадию нефилим, возможно, и минуя её, но недаром финальной песней основного трек-листа пластинки стала песня с названием «Ангел».
— Хелависа
Планировалось дорогое издание альбома с бонус-треками: сначала это должны были быть песни «Неукротимое племя» и «Призрачные кони», затем песня группы «Кино» «Дождь для нас». В итоге было решено вместо переиздания «Ангелофрении» сделать рождественский мини-альбом «Радость моя», релиз которого состоялся 11 января 2013 года.
Осенью 2013 года по альбому вышел одноимённый роман, написанный Хелависой и Максимом Хорсуном.

## Песни[4]

### Одной крови
Эта песня была написана Натальей после поездки к братьям Аскольду и Эдгарду Запашным. Там Хелависа увидела, как братья живут со своими животными и друг с другом, после чего песня и была написана.
Песня имеет отсылку к жанру блюз-рок. В ней Хелависа сыграла арфовое соло.

### Дороги
Хелависа написала эту песню в Нью-Йорке весной 2010 года. Певица говорит, что она сделала припевы, а куплеты написала её соавтор Ольга Лишина. В песне упомянуто извержение вулкана Эйяфьядлайёкюдль, которое не могло не сказаться на путешествиях людей. Хелависа также сказала, что за основу в этой песне было решено взять жанр кантри и подчеркнуть его игрой аккордеона.
20 апреля состоялась премьера песни на Нашем радио. Затем «Дороги» попали в хит-парад Чартова дюжина и, продержавшись в чарте в общей сложности 13 недель, дошли до первого места. По итогам 2012 года в итоговом хит-параде песня заняла 9 место.
На песню был снят клип в жанре «road movie» (рус. дорожное видео), где себя могут увидеть поклонники группы из Ижевска. В конце декабря 2012 года клип появился на Youtube.

### Неперелётная
Именно с этой песни началась запись альбома. Хелависа говорит, что вдохновение у неё появилось только через полтора года после рождения дочери Нины Катрины. Не обошлось без «волшебного пинка» от поэтессы Ольги Лишиной — фразы «Ты моя птица неперелётная». Вокруг этой фразы был построен арфовый рифф и возникла основная тема. В песне Сергей Заславский играет на инструменте, называемом хулуси (китайская волынка), имеющем грустный нежный голос.

### Контрабанда
Хелависа написала эту песню ещё в 2006 году, прочитав книгу Артуро Переса-Реверте «Королева Юга», но тогда этот трек отправился в «загашник». Потом был период регги-Контрабанды, когда трек исполнялся на «хелависниках» — сольных концертах певицы. Наталья хотела поставить эту песню в третью, в четвёртую пластинку — не получалось. «Контрабанда» не укладывалась ни в концепцию, ни в саунд обоих альбомов. В итоге было решено дать песне отсылку к жанру «раггатон». В ноябре 2012 года на песню был снят клип.
С 25 января 2013 года «Контрабанда» находится в хит-параде Чартова дюжина, там песня дошла до 1 места.

### Река
Эта песня появилась, когда Хелависа бегала в парке, чем объясняется её необычный размер 11/8. Арфовое соло, которое солистка играет в песне, должно «ещё больше дезориентировать слушателя», так как оно не соответствует реальному размеру песни. На альбоме «Река» выполняет функции мрачной баллады, достигаемые звучанием тяжёлой роковой ритм-секции, арфы и жалейки.

### Гори, Москва!
Песня появилась в Женеве в августе 2010 года, когда Хелависа читала роман Феликса Максимова «Кавалер, или Духов День». Трек является самым жёстким на альбоме, так как Наталья вложила в песню свои «нехорошие шизофренические галлюцинации». В записи песни приходилось делать большие перерывы: Хелависа играла с вокализацией, исполняя куплеты народным вокалом, припев — эстрадным, и приходилось переводить весь голосовой аппарат в другую позицию.

### Не успеваю
Эта песня является светлой балладой в альбоме, где появляются арфы, руны, вертолёт, цеппелин. Хелависа рассказала, что общается с юной арфисткой Мегги из Чикаго, умирающей от лейкемии. Эта дружба была удивительной: Наталья и Мегги каждый вечер разговаривали посредством почты. Любимой группой девочки была Led Zeppelin. Сначала Хелависа написала «Чёрную овечку» — песню для Мегги, а затем «Не успеваю» — уже для себя.

### Поезд на Мемфис
Хелависа всегда хотела написать песню про поезд, и весной 2010 года появился «Поезд на Мемфис», где появляются Элвис Пресли и Фредди Меркьюри. Также на создание песни повлиял цикл Стивена Кинга «Тёмная башня», откуда Наталья перечитывала избранные места. Песня тяготеет к жанру рок-н-ролл. Музыкантам группы пришлось повысить свой уровень мастерства, чтобы исполнить этот трек (Сергей Вишняков освоил игру слайдом, Алексей Орлов научился изображать виолончелью духовые).

### Что ты знаешь
Строчка «что ты знаешь?» для этой песни пришла из давнего текста Ольги Лишиной, навеянного романом «Имя розы», и затем появилась сама песня. Хелависа сказала, что всегда хотела продолжить историю, начатую в песне «Кувшин» из четвёртой пластинки.

### Ангел
Наталья сказала, что текст песни родился из строчки «У изголовья сердце уловит вкрадчивый шаг», присланной ей поэтом Иваном Малютиным. Однажды один друг назвал Хелавису «ангелом на полставки», и Наталья пыталась понять, как построить вокруг этой фразы песню. Хелависа назвала эту песню совершенно «немельничной» и посчитала это плюсом.

### Баллада о борьбе
Автором «Баллады о борьбе» (другое название — «Баллада о книжных детях») является Владимир Высоцкий, который написал эту песню в 1975 году. «Мельница» в 2007 году начала исполнять этот трек на своих концертах.
В январе 2014 года вышел клип на эту песню.

## Список композиций
| №  | Песня           | Время | Музыка   | Текст                                |
| -- | --------------- | ----- | -------- | ------------------------------------ |
| 1  | Одной крови     | 3:54  | Хелависа | Хелависа, Иван Малютин               |
| 2  | Дороги          | 3:07  | Хелависа | Хелависа, Ольга Лишина               |
| 3  | Неперелётная    | 5:03  | Хелависа | Хелависа, Ольга Лишина               |
| 4  | Контрабанда     | 4:04  | Хелависа | Хелависа                             |
| 5  | Река            | 4:13  | Хелависа | Хелависа                             |
| 6  | Гори, Москва!   | 4:34  | Хелависа | Хелависа, Иван Малютин               |
| 7  | Не успеваю      | 4:36  | Хелависа | Хелависа, Иван Малютин               |
| 8  | Поезд на Мемфис | 4:47  | Хелависа | Хелависа                             |
| 9  | Что ты знаешь   | 4:31  | Хелависа | Хелависа, Ольга Лишина               |
| 10 | Ангел           | 4:04  | Хелависа | Хелависа, Иван Малютин, Ольга Лишина |
|    |                 | 42:55 |          |                                      |

| 11 | Баллада о борьбе (бонус-трек) | 3:56  | Владимир Высоцкий | Владимир Высоцкий |
|    |                               | 46:49 |                   |                   |

## Позиции в чартах
| Страна | Наивысшая позиция |
| ------ | ----------------- |
| Россия | 9                 |

## Видеоклипы
- «Дороги»[8] (2012) — режиссёр Вадим Шатров
- «Баллада о борьбе»[9] (2014) — режиссёр Станислав Довжик
- «Контрабанда»[10] (2014) — режиссёр Вадим Шатров

## В записи приняли участие
- Наталья «Хелависа» О’Шей — вокал, бэк-вокал, акустическая и электрическая кельтские арфы, аранжировки (кроме 11)
- Алексей Орлов — виолончель, струнные, аранжировки (кроме 11)
- Дмитрий Фролов — барабаны, перкуссия, аранжировки (кроме 11)
- Сергей Заславский — флейта, саксофон, вистлы, аккордеон, хулусы (3), жалейка, аранжировки (кроме 11)
- Сергей Вишняков — гитары, аранжировки (кроме 11)
- Алексей Кожанов — бас-гитара, аранжировки (кроме 11)

### Приглашённые музыканты
- Александр Дитковский — труба, аранжировки (кроме 11)
- Александр Бочагов — гитара (11)
- Алексей Кравцов — барабаны (11)
- Пётр Дольский — бас-гитара (11)
- Соня Азарян, Ольга Солнцева, Ольга Дзержинская, Диана Збужинская, Анастасия Якушина, Светлана Жемчужина — скрипки (11)
- Денис Калинский, Пётр Суракин — виолончели (11)
- Александр Самойлов — аранжировки (кроме 11)
- Денис Юровский, Владимир Воронцов — звукорежиссёры
- Сергей Большаков — сведение
- Александр Самойлов — продюсер
- Ирина Рукавишникова — иллюстрации с ангелами
- Денис Изотов — дизайн